# 立石伯
立石 伯（たていし はく、1941年8月31日 - ）は、文芸評論家、法政大学名誉教授。本名・堀江拓充（ほりえ・たくみつ）。

鳥取県生まれ。1966年法政大学卒。1977年同大学院博士課程中退。1978年本学文学部専任講師。助教授を経て1984年教授。2002～2008年学校法人法政大学常務理事。2012年3月退職。

小田切秀雄の門下で、埴谷雄高を中心として現代作家を論じる。

## 著書
- 『埴谷雄高の世界』講談社、1971年。
- 『高橋和巳の世界』講談社、1972年。
- 『武田泰淳論』講談社、1977年。
- 『石川淳論』オリジン出版センター、1990年。
- 『朔風』オリジン出版センター、1994年。
- 『北京の光芒・中薗英助の世界』オリジン出版センター、1998年。
- 『西行桜外伝 夢見られた夢のミクロコスモス』深夜叢書社、2000年。
- 『極限の夢に憑かれたものの究極 ドストエフスキイと埴谷雄高の夢と小説について』深夜叢書社、2004年。
- 『日本文学名作案内』友人社、2008年。（監修）